# Occidryas olancha
Occidryas olancha är en fjärilsart som beskrevs av Wright 1905. Occidryas olancha ingår i släktet Occidryas och familjen praktfjärilar. Inga underarter finns listade i Catalogue of Life.